# Bedtime for Democracy
Bedtime for Democracy ist das vierte und letzte Studioalbum der amerikanischen Punkband Dead Kennedys. Es erschien 1986 bei Alternative Tentacles. Die Lieder behandeln hauptsächlich Themen wie Konformität, Reaganomics, das US-Militär, aber auch Kritik an der Punk-Bewegung, etwa im Titel „Anarchy for sale“.
Unmittelbar nach Veröffentlichung des Albums gab die Band ihre Auflösung bekannt.

## Titelliste
Seite A
1. Take This Job and Shove It – 1:25
2. Hop with the Jet Set – 2:07
3. Dear Abby – 1:09
4. Rambozo the Clown – 2:25
5. Fleshdunce – 1:29
6. The Great Wall – 1:32
7. Shrink – 1:44
8. Triumph of the Swill – 2:17
9. Macho Insecurity – 1:30
10. I Spy – 2:30
11. Cesspools in Eden – 5:56

Seite B
1. One-Way Ticket to Pluto – 1:38
2. Do the Slag – 1:36
3. A Commercial – 1:33
4. Gone with My Wind – 1:43
5. Anarchy for Sale – 1:18
6. Chickenshit Conformist – 5:58
7. Where Do Ya Draw the Line – 2:39
8. Potshot Heard 'Round the World – 2:10
9. D.M.S.O. – 2:09
10. Lie Detector – 3:43